# David Vázquez Bardera
David Vázquez Bardera (n. Madrid, 21 de marzo de 1986) es un futbolista español. Juega de centrocampista y su equipo actual es el UD Melilla.

## Trayectoria
David Vázquez es un jugador formado en la cantera del Real Madrid. El jugador destaca por su polivalencia (puede jugar tanto por el centro como por la banda) y por su velocidad y movilidad con el esférico. De hecho, estas características le permitieron ganarse el apodo de "El Duende", aunque finalmente el jugador no consiguió cuajar en el Real Madrid y tuvo que buscar suerte en la Unión Deportiva Melilla, conjunto del Grupo IV de la Segunda División B.
David Vázquez militó en la SD Huesca la temporada 2011/12, donde se le consideró una de las promesas del conjunto oscense, a pesar de no haber jugado en Segunda División de España.

## Clubes
| Club                                | País   | Año       |
| ----------------------------------- | ------ | --------- |
| Real Madrid Castilla Club de Fútbol | España | 2007-2010 |
| Unión Deportiva Melilla             | España | 2010-2011 |
| SD Huesca                           | España | 2011-2013 |
| Unión Deportiva Melilla             | España | 2013-2014 |
| Veria FC                            | Grecia | 2014-2015 |
| Olympiakos Nicosia FC               | Chipre | 2015      |
| Unión Deportiva Melilla             | España | 2016      |